# 联合街道 (衡阳市)
联合街道，是中华人民共和国湖南省衡陽市蒸湘区下辖的一个乡镇级行政单位。

## 行政区划
联合街道下辖以下地区：
莲子塘社区、意兴社区、西站社区、洪家湾社区、幸福路社区、大粟新村社区、风口社区、南三角线社区、岳屏村、北塘村和杨柳村。